# Fordított proxy
A fordított proxy egy olyan proxyszerver (a számítógép-hálózatok működését gyorsító eszköz), ami a sima proxyval ellentétben nem a klienshez, hanem a szerverhez van közel, és a célja nem a hálózati forgalomnak, hanem a szerver terhelésének a csökkentése. A működése hasonló a sima proxyhoz: a kliens és a szerver között helyezkedik el, megjegyzi, hogy egy adott kérésre a szerver milyen választ adott, és ha később ugyanazt a kérést kapja, akkor nem küldi ismét tovább a szervernek, hanem a saját memóriájából válaszolja meg. Mivel ugyanaz kontrollálja, aki a szervert is, a sima proxynál kifinomultabb funkciókat is meg tud valósítani; például a szerver jelezni tudja a fordított proxynak, ha a tárolt tartalom idejétmúlttá válik, illetve lehetséges a válasznak egyes részeit a proxyn, más részeit a szerveren előállítani (Edge Side Include).